# نابرده رنج، گنج میسر نمی‌شود (فیلم ۲۰۰۵)
نابرده رنج، گنج میسر نمی‌شود (انگلیسی: No Pain, No Gain) فیلمی کمدی-درام به کارگردانی «ساموئل تروکات» است که در سال ۲۰۰۵ منتشر شد. از بازیگران آن می‌توان به جولی استراین اشاره کرد.